# Bercianos del Real Camino
Bercianos del Real Camino è un comune spagnolo di 208 abitanti situato nella comunità autonoma di Castiglia e León.